# Örnsjön, Hälsingland
Örnsjön är en sjö i Ljusdals kommun i Hälsingland och ingår i Ljusnans huvudavrinningsområde. Sjön har en area på 0,0834 kvadratkilometer och ligger 437,3 meter över havet. Sjön avvattnas av vattendraget Gryssjöån.

## Delavrinningsområde
Örnsjön ingår i det delavrinningsområde (685062-143414) som SMHI kallar för Mynnar i Fågelsjön. Medelhöjden är 498 meter över havet och ytan är 17,93 kvadratkilometer. Räknas de 2 avrinningsområdena uppströms in blir den ackumulerade arean 57,08 kvadratkilometer. Gryssjöån som avvattnar avrinningsområdet har biflödesordning 3, vilket innebär att vattnet flödar genom totalt 3 vattendrag innan det når havet efter 219 kilometer. Avrinningsområdet består mestadels av skog (71 procent) och sankmarker (27 procent). Avrinningsområdet har 0,13 kvadratkilometer vattenytor vilket ger det en sjöprocent på 0,7 procent.